# Distretto di Kota Setar
Il distretto di Kota Setar è un distretto della Malaysia, fa parte dello stato del Kedah e il suo capoluogo è la città di Alor Setar.